# Jænberht
Jænberht (ook Jaenbeorht, Jænbert, Jaenberht of Jaenbert; gestorven 792) was een middeleeuwse monnik en later abt van de Sint-Augustinus-abdij in Canterbury. Hij werd in 765 aartsbisschop van Canterbury. Als aartsbisschop had hij een moeilijke relatie met koning Offa van Mercia, die op een gegeven moment zelfs goederen van het aartsbisdom Canterbury in beslag zou hebben genomen. Tegen 787 werd een aantal suffragaan-bisdommen onder controle van het aartsbisdom Canterbury overgedragen aan het nieuw opgerichte aartsbisdom Lichfield. Het is niet duidelijk of Jænberht ooit de legitimiteit van dit nieuwe aartsbisdom heeft erkend. Naast zijn problemen met Lichfield is ook bekend dat Jænberht het voorzitterschap over een aantal synoden van de Angelsaksische kerk bekleedde. 

## Vroege jaren
Jænberht diende als monnik in de Sint Augustinus abdij in Canterbury alvorens hij daar tot abt werd gekozen. Hij stamde uit een vooraanstaande familie in het koninkrijk Kent. Een bloedverwant van Jænberht, Eadhun wat de reeve van koning Ecgbert II van Kent. Jænberht stond zelf op goede voet met Ecgbert.

## Aartsbisschop van Canterbury
Jænberht werd op 2 februari 765 aan het hof van koning Offa van Mercië tot aartsbisschop van Canterbury gewijd.; deze locatie impliceert dat zijn verkiezing tot aartsbisschop voor deze koning acceptabel was. In 766 ontving hij een pallium, het symbool van het gezag dat een aartsbisschop wordt verleend door het pausdom. Op dat moment was Kent onderworpen door Offa. In 776, misschien op aandringen van Jænberht, rebelleerde Kent en herwon het zijn vrijheid. In 780 en 781 woonde Jænberht een tweetal synodes in Brentford bij die door koning Offa werden geleid. Hoewel aanvankelijk op goede voet met Offa, waren Jænberhts banden met Ecgbert ook sterk: na de slag bij Otford gaf Ecgbert een aantal landgoederen in leen aan de kerk van Jezus. Toen Offa, op zijn laatst in 785, opnieuw de controle over Kent verkreeg, confisqueerde hij echter deze landerijen en gaf ze in leen aan enige van zijn thegns.

## Verheffing van Lichfield
Tijdens de ambtsperiode van Jænberht ontstond er een geschil tussen het aartsbisdom Canterbury en koning Offa van Mercië, dat er in 787 ten tijde van bisschop Hygberht toe leidde dat er een rivaliserend aartsbisdom van Lichfield werd opgericht. Oorspronkelijk probeerde Offa om het zuidoostelijke aartsbisdom Canterbury naar Londen te verplaatsen, maar toen de paus hiervoor geen toestemming gaf, verzekerde Offa zich van steun voor de oprichting van een derde aartsbisdom op de Britse eilanden. Lichfield was het belangrijkste Mercische bisdom. Het lag in het hart van Mercië en stond dus onder directe controle van Offa. Er waren verschillende redenen voor het conflict tussen Jænberht en Offa. Jænberht stelde zich te weer tegen de afzetting door Offa van de Kentische dynastie. Verder was er een conflict over land waarvan zowel Jænberht als Offa aanspraak op maakten. Ook weigerde Jænberht Offa's zoon, Ecgfrith te kronen. Ook ontstonden er problemen over het feit dat de aartsbisschop zijn eigen munten in Canterbury liet slaan.
Matthew Paris, een dertiende-eeuws Engels historicus, schreef dat Jænberht had samengespannen om Karel de Grote in Canterbury toe te laten als deze een invasie in Kent zou uitvoeren. Dit verhaal kan een reële traditie weergeven, die eeuwen eerder in de abdij van Sint Albans, waar Matthew Paris de officiële geschiedsschrijver was, was opgetekend. Het kan echter ook een verzinsel zijn om de details van het leven van Jænberht, waar Paris geen andere gegevens over had, in te vullen. Een gerucht tijdens Jænberhts bewindsperiode beweerde ook valselijk dat Offa gezamenlijk met Karel de Grote plotte om paus Adrianus I af te zetten; ten minste een moderne historicus, Simon Keynes, denkt dat Jænberht mogelijk achter dit gerucht zet. Offa's uiteindelijke opvolger gaf later tegenover de paus toe dat Offa's acties werden ingegeven door haat jegens Jænberht en de inwoners van Kent.
In 787 zond paus Hadrianus een pallium aan Hygberht van Lichfield; hierdoor verhief hij Lichfield tot een aartsbisdom. In hetzelfde jaar werd Ecgfrith gekroond. Na zijn dood vijf jaar later werd hij als een heilige beschouwd.
Er is geen contemporain bewijs bewaard gebleven dat Jænberht Hygberht ooit als aartsbisschop heeft erkend. Canterbury behield de bisdommen van Winchester, Sherborne, Selsey, Rochester en Londen als suffragaanbisdommen. De bisdommen van Worcester, Hereford, Leicester, Lindsey, Dommoc en Elmham werden naar Lichfield overgeheveld.

## Voetnoten
1. ↑  Farmer, Oxford Dictionary of Saints, blz. 268
2. ↑  Costambeys "Jænberht (d. 792)" Oxford Dictionary of National Biography
3. ↑  Yorke, Kings and Kingdoms, blz. 43
4. ↑  Fryde, et al. Handbook of British Chronology, blz. 214
5. 1 2 3  Brooks, Early History of the Church of Canterbury, blz. 113–120
6. ↑  Keynes, "Jænberht", Blackwell Encyclopedia of Anglo-Saxon England
7. 1 2  Yorke, Kings and Kingdoms, blz. 116-117
8. ↑  Yorke, Conversion of Britain, blz. 151
9. ↑  Hindley, A Brief History of the Anglo-Saxons, blz. 106
10. ↑  Witney, "Period of Mercian Rule in Kent", blz. 89
11. ↑   Brooks113 Het aartsbisdom Lichfield werd na de dood van Offa weer afgeschaft; in 803 was Lichfield al geen aartsbisdom meer.
12. ↑   Kirby, Earliest English Kings, blz. 144